# Kuwayama gracilis
Kuwayama gracilis är en insektsart som beskrevs av Crawford 1918. Kuwayama gracilis ingår i släktet Kuwayama och familjen spetsbladloppor. Inga underarter finns listade i Catalogue of Life.